# 13 км (колійний пост, Московська залізниця)
Зупинний пункт 13 км — закритий (станом на 2024 рік) колійний пост на залізничному напрямку Харків — Льгов за 2 км на схід від села Вишні Деревеньки Льговського району Курської області, перегін Локинська - Льгов.
Роздільний пункт існував 1930-х — 1940-х роках, після чого переведений в категорію зупинний пункт приміських поїздів, однак пасажирське сполучення з 2013 року відсутнє.